# 髙附雄大郎
髙附 雄大郎（たかつき ゆうたろう、2002年10月25日 - ）は、日本の男子バレーボール選手である。

## 来歴
鹿児島県鹿児島市出身。
鹿児島商業高等学校を経て、日本体育大学在学中の2023年12月、V.LEAGUE DIVISION1 MEN（V1男子）に所属するVC長野トライデンツに強化練習生として加入。V1男子の試合に出場し、Vリーグデビューを果たした。レギュラーラウンドで3試合に出場し、シーズン終了に伴いVC長野を退団した。
2024年12月、V.LEAGUE MEN 東地区所属のレーヴィス栃木への入団内定が発表された。

## 所属チーム
- 鹿児島商業高等学校（2018-2021年）
- 日本体育大学（2021年-）
  - VC長野トライデンツ（2023-2024年）
- レーヴィス栃木（2024年-）